# Limnophora flavibasis
Limnophora flavibasis este o specie de muște din genul Limnophora, familia Muscidae, descrisă de Stein în anul 1906. Conform Catalogue of Life specia Limnophora flavibasis nu are subspecii cunoscute.